# زمین‌لرزه ۱۹۹۱ اندونزی
زمین‌لرزه اندونزی  در تاریخ ۴ ژوئیه ۱۹۹۱ میلادی، برابر با ‎۱۳ تیر ۱۳۷۰، ساعت ۱۱:۴۳:۱۰ به زمان یوتی‌سی در اندونزی رخ داد. ژرفای این زلزله ۲۷٫۳ کیلومتر بود، و بزرگی آن ۶٫۷ در مقیاس Mw اعلام شده‌است. زمین‌لرزه به وقت محلی در روز پنج‌شنبه، ساعت ۱۹ روی داده و منطقه زمانی آن یوتی‌سی +۸ بوده‌است .
سازمان زمین‌شناسی آمریکا نیز رومرکز این زمین‌لرزه را در مختصات ۸°۰۵′۵۶″جنوبی ۱۲۴°۴۰′۵۲″شرقی / ۸٫۰۹۹°جنوبی ۱۲۴٫۶۸۱°شرقی و ژرفای آنرا در ۲۸ کیلومتر گزارش کرده‌است. بزرگی برگزیدهٔ این سازمان از میان بزرگیهای محاسبه‌شدهٔ مختلف ۶٫۹ در مقیاس Mw بوده و از دید اثر، در میان چهار دسته‌بندی «نامحسوس»، «محسوس»، «زیان‌آور» یا «با تلفات»، زلزله را «با تلفات» اعلام کرده‌است.نزدیک به ۱۱۵۰ ساختمان در زمین‌لرزه خراب شده‌است.
پروژهٔ «تنسور گشتاور مرکزوار» زاویه‌های (راستا، شیب، ریک) گسل سازندهٔ زمین‌لرزه و صفحه عمود بر آنرا (°۸۶، °۲۷، °۱۱۶) یا (°۲۳۷، °۶۶، °۷۷) و نوع گسل را «معکوس» فرارسانده‌است.
شمار کشتگان زلزله حدود ۲۳ نفر بوده‌است.تعداد زخمیان ۱۸۱ نفر برآورده شده‌است.بی‌خانمان شدگان نیز ۵۴۰۰ نفر اعلام شده‌است.